# 1983 у Миколаєві
| Роки в Миколаєві ← • 1901 • 1902 • 1903 • 1904 • 1905 • 1906 • 1907 • 1908 • 1909 • 1910 • 1911 • 1912 • 1913 • 1914 • 1915 • 1916 • 1917 • 1918 • 1919 • 1920 • 1921 • 1922 • 1923 • 1924 • 1925 • 1926 • 1927 • 1928 • 1929 • 1930 • 1931 • 1932 • 1933 • 1934 • 1935 • 1936 • 1937 • 1938 • 1939 • 1940 • 1941 • 1942 • 1943 • 1944 • 1945 • 1946 • 1947 • 1948 • 1949 • 1950 • 1951 • 1952 • 1953 • 1954 • 1955 • 1956 • 1957 • 1958 • 1959 • 1960 • 1961 • 1962 • 1963 • 1964 • 1965 • 1966 • 1967 • 1968 • 1969 • 1970 • 1971 • 1972 • 1973 • 1974 • 1975 • 1976 • 1977 • 1978 • 1979 • 1980 • 1981 • 1982 • 1983 • 1984 • 1985 • 1986 • 1987 • 1988 • 1989 • 1990 • 1991 • 1992 • 1993 • 1994 • 1995 • 1996 • 1997 • 1998 • 1999 • 2000 • → |

1983 у Миколаєві — список важливих подій, що відбулись у 1983 році в Миколаєві. Також подано перелік відомих осіб, пов'язаних з містом, що народились або померли цього року, отримали почесні звання від міста.

## Події

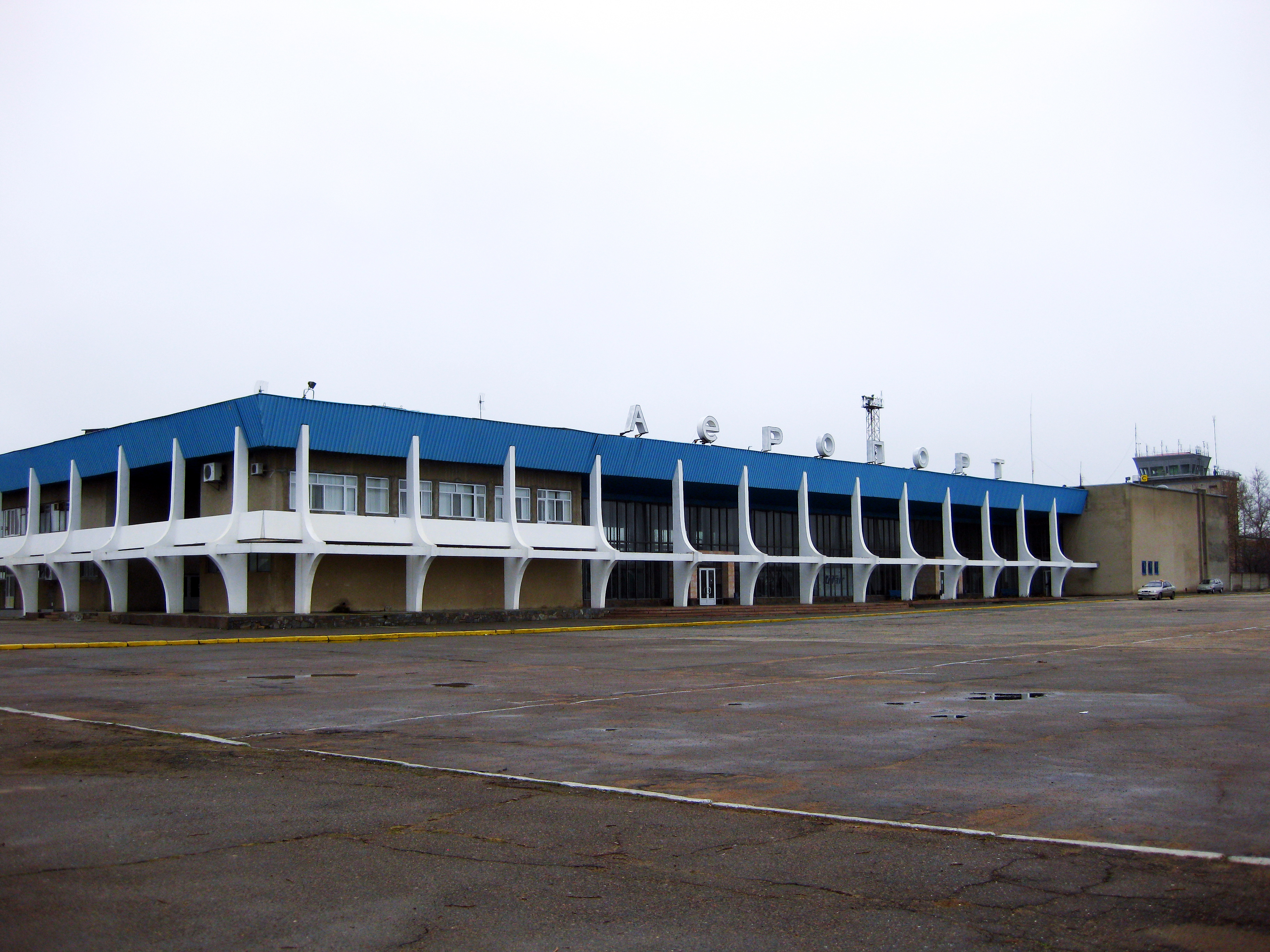
пасажирський термінал Миколаївського аеропорту

- На перетині Центрального проспекту і вулиці 6-ї Слобідської почав працювати великий сучасний торговий комплекс «Південний Буг».
- У Миколаївському аеропорту було побудовано новий пасажирський термінал.
- Програми Миколаївської обласної телерадіокомпанії почали виходити в кольоровому оформленні.

## Особи

### Очільники
- Микола Бобирєв змінив Едуарда Шоріна на посаді 1-го секретаря Миколаївського міського комітету КПУ.
- Голова виконавчого комітету Миколаївської міської ради — Олександр Молчанов.

### Почесні громадяни
- У 1983 році звання Почесного громадянина Миколаєва не присвоювалось.

### Народились
- Решетнік Григорій Іванович (17 жовтня 1983, Миколаїв) — український телеведучий, актор, режисер, диктор, шоумен, громадський діяч.
- Зубов Олександр Олегович (нар. 4 квітня 1983, Миколаїв) — український шахіст, гросмейстер (2011).
- Ніколаєв Михайло Олегович (нар. 18 травня 1983) — український борець греко-римського стилю, срібний призер чемпіонату Європи, бронзовий призер Кубку світу, срібний призер чемпіонату світу серед військовослужбовців, бронзовий призер чемпіонату світу серед юніорів. Майстер спорту України міжнародного класу з греко-римської боротьби. Вихованець Миколаївської обласної комунальної комплексної дитячо-юнацької спортивної школи № 1.
- Мельник Ігор Миколайович (нар. 5 березня 1983, Миколаїв) — український футболіст, нападник.
- Бессалов Артем Леонідович (нар. 1 квітня 1983, Антрацит) — український футболіст, півзахисник. У складі футбольного клубу «Миколаїв» провів 76 матчів, забив 5 голів, у складі клубу «Миколаїв-2» — 16 матчів, 1 гол.
- Панібратець Євген Олександрович (13 вересня 1983) — український плавець, Майстер спорту України міжнародного класу. Багаторазовий чемпіон України. Чемпіон та бронзовий призер чемпіонату Європи. Представляє Миколаївський регіональний центр з фізичної культури і спорту інвалідів «Інваспорт».
- Первов Денис Олександрович (нар. 26 листопада 1983, Миколаїв, УРСР) — український футболіст, воротар.
- Локацька Тетяна Станіславівна (нар. 25 квітня 1983 року, м. Вознесенськ, Українська РСР) — українська медіа-юристка, громадська діячка, журналістка та голова Ради Громадського Контролю при НАБУ (2019—2020). Спікерка партії «Демократична Сокира» з питань боротьби з корупцією. Випускниця Чорноморського Державного Університету ім. Петра Могили.
- Жудіна Валентина Олександрівна (нар. 12 березня 1983, Житомир) — українська легкоатлетка, рекордсменка України, олімпійка, майстер спорту України міжнародного класу. Закінчила Миколаївське вище училище фізичної культури.

### Померли
- Стрельський В'ячеслав Ілліч (нар. 28 вересня 1910, Курськ — пом. 11 серпня 1983, Київ) — вчений, краєзнавець, педагог, художник, доктор історичних наук, професор. Директор Миколаївського обласного архіву. У 1937—1941 роках викладав історію в Миколаївському педагогічному інституті (нині Миколаївський національний університет імені В. О. Сухомлинського), завідував кафедрою історії, згодом став заступником декана історико-філологічного факультету.
- Гурський Микола Васильович (нар. 3 лютого 1913, Миколаїв — пом. 29 вересня 1983, Одеса) — лейтенант Робітничо-селянської Червоної армії, учасник німецько-радянської війни, Герой Радянського Союзу.
- Пігулович Зінаїда Олександрівна (нар. 1896 — пом. 1983) — українська актриса театру і кіно, театральний діяч, режисер. Організатор всеукраїнської мережі професійних лялькових театрів (1934—1937). Працювала режисером філармонії у Миколаєві.
- Фесенко Василь Архипович (нар. 28 лютого 1902, Комарівка, Борзнянський повіт, Чернігівська губернія — пом. 31 серпня 1983, Миколаїв) — історик, архівіст, краєзнавець, педагог. — історик, архівіст, краєзнавець, педагог.
- Донченко Олександра Миколаївна (нар. 1910, Миколаїв — пом. 1983) — інженер-капітан 1-го рангу, керівник групи проектувальників військових кораблів і підводних човнів, кандидат технічних наук. Єдина у СРСР жінка, яка закінчила військово-морську академію.